# Sandra Vilardy
Sandra Patricia Vilardy Quiroga (1977) es una científica, bióloga marina y ambientalista colombiana, reconocida por su defensa de los ecosistemas de la Ciénaga Grande de Santa Marta (en el norte de Colombia). Fue reconocida como una de las personas más importantes en Colombia en 2015 por parte del diario El Espectador y  es una de las 29 colombianas distinguidas por la ONU Mujeres en medio ambiente. En 2016 fue nombrada decana de la Facultad de Ciencias Básicas en la Universidad del Magdalena.

## Trayectoria
Sandra Vilardy es profesional en Biología Marina (2000) por la Universidad Jorge Tadeo Lozano (Colombia) y Doctora en Ecología y Medio Ambiente (2009) por la Universidad Autónoma de Madrid con la tesis Estructura y dinámica de la ecorregión Ciénaga Grande de Santa Marta: una aproximación desde el marco conceptual de los sistemas socio-ecológicos y la resiliencia.
Entre el 2013 y el 2014 hizo parte del Instituto Humboldt en la dirección del Proyecto de Insumos para la delimitación de humedales.
Es una defensora de los bosques de manglar, los ecosistemas de dunas y de playas, los arrecifes de coral, los pastos marinos y las lagunas costeras de Colombia, a esta tarea ha dedicado su tiempo de trabajo docente e investigador y su activismo de medioambientalista.     

Parte de su trabajo de divulgación, realizado en redes y medios de comunicación, se ha centrado en la defensa y sensibilización sobre la Ciénaga Grande de Santa Marta un ecosistema de 460 mil hectáreas, que ha sufrido lo que Sandra Velardy considera una tragedia ambiental como consecuencia de la construcción de la carretera de Barranquilla. En la Ciénaga Grande de Santa Marta desembocan el río Grande de La Magdalena y otros afluentes que nacen en la Sierra Nevada.
“Es por estas intersecciones que se forman unos ecosistemas únicos y singulares, con funciones claves. Una obra de infraestructura afecta el ingreso de agua dulce a la ciénaga y como se trata de un humedal, requiere que los flujos hídricos dentro del sistema funcionen. El  imán de la biodiversidad se altera de inmediato. Hay mucha riqueza en fauna y en alto riesgo”
Sandra considera de manera importante los aspectos socioecológicos, ya que busca identificar servicios ecosistémicos y análisis de conflictos. También busca una respuesta a cómo funcionan.
Sandra Vilardy considera como agentes irruptores en el daño a los ecosistemas, las empresas ganaderas, agrícolas o portuarias, el turismo sin conciencia ecológica que no reconoce la importancia de los ecosistemas marinos y costeros y la falta de compromiso del estado en la defensa de esta reserva costera que es fundamental para mitigar las consecuencias del cambio climático.      

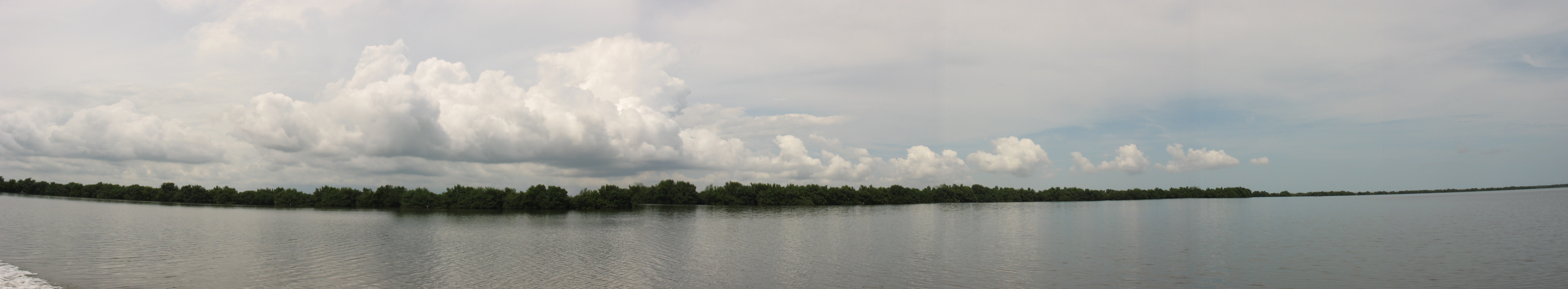
Panorama Ciénaga Grande de Santa Marta

## Docencia e investigación
Sandra Vilardy trabajó como profesora en la Universidad del Magdalena desde 2004 hasta 2019, durante 2016 y 2019 fue decana de la Facultad de Ciencias Básicas en esta Universidad.
Desde junio de 2019 es profesora de la Facultad de Administración de la Universidad de Los Andes.
Sus investigaciones están relacionadas con el campo de la influencia de los ecosistemas y su beneficio para el bienestar humano, ha conseguido aplicar los conceptos más avanzados e innovadores de las ciencias ambientales a la realidad local colombiana. Sandra Vilardy ha establecido conceptos como, sistemas socioecológicos, resiliencia, justicia ambiental y ecología política que se aplican en la costa colombiana, su labor docente e investigadora ha puesto de manifiesto las  interrelaciones entre la estructura ecológica y la sociedad colombiana.
Sandra Vilardy ha publicado sus investigaciones en revistas internacionales indexadas, como por ejemplo los artículos La distribución espacial de las masas de agua o La dimensión funcional de los peces arrecifales.

## Parques Nacionales Cómo Vamos
Sandra Vilardy es la directora desde junio de 2020 de Parques Nacionales Como Vamos (PNCV),  es una iniciativa que se crea en  2018 como resultado del interés de más de diez organizaciones civiles por reconocer el valor estratégico de la biodiversidad colombiana y contribuir a a su conservación. Colombia posee aéreas de biodiversidad que tienen el mayor número de especies en aves y anfibios, en reptiles, en mamíferos y en plantas.
El objetivo de Parques Nacionales Cómo Vamos es generar mecanismos para garantizar la persistencia de los Parques Nacionales de Colombia,  contribuir a la eficiencia en su gestión, la protección de los derechos humanos de quienes habitan las áreas y contribuir a un Sistema Nacional de Áreas Protegidas de Colombia representativo, participativo y eficaz.

## Premios y reconocimientos
- En 2015 fue reconocida por el diario El Espectador como una de las personas más importantes de Colombia.[8]
- En 2018 fue una de las 29 mujeres colombianas reconocidas por ONU Mujeres en unión con ONU Medio Ambiente y la Fundación Natura con la publicación  del libro “Mujeres que cuidan la naturaleza. Relatos de defensoras del ambiente en Colombia”